# Michail Uljanov
Michail Alexandrovič Uljanov, rusky Михаи́л Алекса́ндрович Улья́нов (20. listopadu 1927, Bergamak – 26. března 2007, Moskva) byl sovětský a ruský herec. Roku 1969 byl jmenován Národním umělcem Sovětského svazu. Na filmovém festivalu v Benátkách roku 1982 získal zvláštní cenu za výkon ve filmu Častnaja žizň. Od roku 1950 působil ve Vachtangovově divadle v Moskvě, od roku 1987 jako ředitel. Na filmovém plátně ztvárnil řadu komunistických pohlavárů, včetně Vladimíra Iljiče Lenina či Georgije Konstantinoviče Žukova, kterého ztvárnil dokonce sedmnáctkrát (Osvobození, Boj o Moskvu, Vítězství, Protiúder ad). K jeho nejoceňovanějším filmovým rolím patří Jegor Trubnikov ve filmu Predsedatel z roku 1964. Významným snímkem bylo i Tema (1979). Film Bratři Karamazovi z roku 1969, který spolurežíroval (neboť režisér Ivan Pyrjev v průběhu natáčení zemřel), byl nominován na Oscara.

## Filmografie
- 1979 Téma (rusky) Тема, režie: Gleb Panfilov[3]
- 1983 Beze svědků (rusky) Без свидетелей, režie: Nikita Michalkov, filmové zpracování divadelní hry Sofie Prokofjevové Разговор без свидетеля.[4]